# Gliese 798
Gliese 798 is een oranje dwerg met een spectraalklasse van K7.V. De ster bevindt zich 40,25 lichtjaar van de zon.